# 警察庁広域重要指定118号事件
警察庁広域重要指定118号事件（けいさつちょうこういきじゅうようしてい118ごうじけん）とは、1986年（昭和61年）7月から1991年（平成3年）5月にかけ、日本の東北地方および関東地方で相次いで発生した同一犯による連続誘拐・強盗殺人事件。塗装工の男Sや岩手県警察の元警察官である男Oらを中心とした犯行グループが1986年7月から1991年5月にかけ、岩手・福島・千葉・栃木の4県で相次いで3件の誘拐事件を起こし、2人を殺害した。
8人が逮捕され、福島地方裁判所で開かれた刑事裁判の第一審公判では5被告人が死刑を求刑され、うち3人を求刑通り死刑、残り2人を含む3人を無期懲役とする有罪判決が言い渡された。第一審で死刑判決を言い渡された3人は2004年（平成16年）に最高裁判所で死刑判決が確定したが、3人とも死刑を執行されることなく獄中で病死した。
千葉・福島・岩手誘拐殺人事件とも呼称される。

## 事件
岩手事件
- 元警察官の男O、塗装工の男S（逮捕時50歳）、土建業者の男K（逮捕時48歳）、Kの弟で土木作業員の男W、土木作業員の男X、以上計5人が共謀し、岩手県盛岡市の金融業者男性A（当時41歳）を誘拐し、金品を奪って殺害しようと計画[5]。1986年（昭和61年）7月中旬ごろ、5人は「不動産の見積もりをしてほしい」とAを呼び出して岩手県石鳥谷町の空き家に監禁し、翌日昼ごろ、岩手県岩手郡雫石町の山林に事前に掘っておいた穴にAを突き落とし、顔をスコップで殴った上、生き埋めにして殺害し、乗用車（215万円相当）を奪った[5][6]。

郡山事件
- 岩手事件に関与したO、S、K、W、Xの5人と、元自動車運転手の男Y、塗装工の男Zを加えた7人が共謀し、福島県郡山市の塗装会社社長男性B（当時48歳）を誘拐し、金を奪って殺そうと計画した[5]。7人は1989年（平成元年）7月20日、仕事の依頼を装ってBを呼び出して誘拐、福島県耶麻郡猪苗代町の磐梯山麓にある貸別荘に監禁し、模造刀を突きつけるなどして脅した上、電話で取引銀行2行から1700万円を用意させて強奪した[5]。そしてBを別荘近くの山林に連れ出し、首をビニール紐で締めて殺害、遺体を事前に掘っておいた穴に埋めた[5]。

千葉事件
- SとZは、塗装工の男・甲と共謀の上、1991年（平成3年）5月1日19時ごろ、塗装の注文を装って千葉県市原市の塗装業者男性C（当時53歳）を電話で市原市内の中学校まで呼び出し、車で誘拐した[5]。3人はCを栃木県那須郡那須町の貸別荘に監禁し、身代金2500万円を要求、3日0時ごろに宇都宮市内のレストランでCの知人が持ってきた2000万円を奪い、身代金と引き換えにCを解放した[5]。Cの妻が事件後の4日21時ごろに千葉県警察へ通報し[7]、この事件の被疑者として同月13日、Sと甲の2人が千葉県警察と栃木県警察の合同捜査本部によって指名手配され[8]、翌14日早朝、2人はともに行動していたZとともに富山県高岡市内で逮捕された[9]。その後、S・Zの2人は同年6月15日、K・X・Yの3人とともに郡山事件の営利誘拐、監禁、強盗殺人、死体遺棄容疑で福島県警察に逮捕された[10]。最終的には主犯格の元岩手県巡査のO（逮捕時38歳）ら犯人たちが逮捕され、事件の全貌が判明した。

## 刑事裁判
金目的で無抵抗の被害者を生き埋めにするなど、極めて残忍な犯行であることに加え、2人を殺害した結果の重大性から、公判当初から死刑適用が予想された一方、公判では被告人らが「自分は主犯ではない」とそれぞれ主張し、弁護人は死刑制度の問題点を指摘して死刑回避を訴えた。なお、Zは公判中に病気のため他の6被告人と分離公判となり、八王子医療刑務所に収監されていたが、判決を言い渡されることなく1996年3月1日に死亡したため、公訴棄却となった。
第一審の初公判は福島地方裁判所（井野場明子裁判長）で1991年10月21日に開かれ、6被告人は罪状認否でそれぞれ起訴事実を認めた。1994年（平成6年）6月28日に開かれた論告求刑公判で、検察官は6被告人のうち、2人を殺害したO・S・K・W・Xの5被告人に死刑を、被告人Yに無期懲役を求刑した。福島県内で複数の被告人に死刑が求刑された事例は、1949年7月に伊達郡白根村（後の梁川町、現：伊達市梁川町白根）の松坂峠で発生した強盗殺人・死体遺棄事件で、3被告人に死刑が求刑されて以来のことである。
死刑を求刑された5被告人 (O・S・K・W・X) と無期懲役を求刑された被告人Yに対する第一審判決は、初公判から3年3か月後の1995年（平成7年）1月27日に開かれた公判で言い渡された。同地裁（井野場明子裁判長）は6被告人のうち、O・S・Kの3被告人を死刑、W・X・Yの3被告人を無期懲役とする判決を言い渡した。第一審で3被告人に死刑判決が言い渡された事例は、福島地裁では前述の白根村で発生した強盗殺人・死体遺棄事件の判決公判で、1950年（昭和25年）に言い渡されて以来であった。同地裁は、死刑を選択したO・S・Kの3被告人について、Sは3事件で積極的な行動を取ったこと、Kは盛岡・郡山の両事件で犯行を推進したこと、Oは盛岡・郡山の両事件で緻密な計画を立案し、その知力が犯行に不可欠だったと指摘し、それぞれ主導的な役割を担っていたと認定。動機は金目的の私利私欲であり、酌量の余地がない点、犯行の残忍性、強い被害感情、多大な社会的影響などを鑑みても極刑はやむを得ないと評した。一方で同様に死刑を求刑されていたW・Xの2被告人に関しては、死刑を選択した3被告人に比べて関与の度合いが少なかったとして、無期懲役を選択した。無期懲役を求刑されていたYには「殺害人数が1人で従属的立場だが無期懲役はやむを得ない」として、それぞれ無期懲役判決をそれぞれ言い渡した。第一審で3被告人に同時に死刑判決が言い渡された事例は、1977年（昭和52年）に東京地裁が「殺し屋グループ殺人事件」の被告人らに言い渡して以来である。また最高裁によれば、1965年（昭和40年）以降で一度に複数の被告人に死刑判決が言い渡された事例は、3人への言い渡しが最多である。
6被告人のうち、死刑を言い渡されたO・S・Kの3人と、求刑通りの無期懲役を言い渡されたYの計4人が判決を不服として仙台高等裁判所へ控訴し、また福島地検もWとXについて、量刑不当を理由に仙台高裁へ控訴した。控訴審の初公判は仙台高裁刑事第2部（泉山禎治裁判長）で1996年（平成8年）4月25日に開かれ、それから判決公判まで約1年8か月の間に34回にわたる公判が開かれたが、被告人質問で各被告人は主従関係や役割をめぐり、自身の主導性を否定した。控訴審でO・S・Kの各被告人側は原判決破棄（無期懲役）を、W・Xの両被告人側は検察官の控訴棄却（原判決と同じ無期懲役）を、Y被告人側は原判決破棄（有期懲役）を求めた一方、W・Xの両被告人に関して控訴した検察官は両被告人について原判決破棄（死刑）を、残る4被告人については控訴棄却をそれぞれ求めた。なおKは同年10月31日の公判で、郡山事件後の1986年夏ごろ、Oから盛岡市の不動産会社社長（1985年12月に自殺したとされている）をAら数人とともに殺害したことを示唆する話を聞かされたという旨を証言しており、弁護人らはこの会社社長の死亡について補充するよう検察官に求めていた。
仙台高裁（泉山禎治裁判長）は1998年（平成10年）3月17日の判決公判で、控訴をいずれも棄却する判決を宣告した。O・S・K・Yの4被告人はいずれも上告した一方、仙台高等検察庁はWとXについて上告を断念し、彼らは無期懲役が確定した。なお、Yについては2003年4月26日までに最高裁判所第二小法廷（北川弘治裁判長）で上告棄却の決定が出され、Yは無期懲役が確定している。
最高裁は2003年（平成15年）12月17日までにO・S・Kの3被告人に関して、2004年4月22日に上告審の公判を開廷する旨を関係者に通知した。2004年（平成16年）6月25日、最高裁第二小法廷は第一審・控訴審でO・S・Kの3被告人に言い渡された死刑判決を支持して3被告人側の上告を棄却する判決を言い渡したため、被告人3人の死刑判決が確定することとなった。福島県内の死刑判決確定事件は、彼ら3人以前には1947年以降で計19人で、1992年に西白河郡矢吹町で飲食店女性経営者を殺害する事件を起こしたとして強盗殺人罪に問われ、福島地裁郡山支部で死刑判決を受けて確定した男が最後であった。なお、Oの弁護人は安田好弘が務めていた。
被害者が殺害されなかった千葉事件のみに加担した男性被告人は1991年9月30日に千葉地方裁判所刑事第1部（神作良二裁判長）で懲役6年（求刑：懲役7年）を言い渡され、控訴したが、やがて確定している。

## 判決確定後
死刑囚Sは福島地裁に再審請求を行ったが、2012年1月には福島地裁、2012年12月には仙台高裁とも請求を退けた。Sが72歳となった2013年2月、最高裁第三小法廷も再審請求を棄却した。
2013年8月14日夜、死刑囚Sは収監先の宮城刑務所仙台拘置支所医務棟で急性肺炎により病死した。
死刑囚Kは東京拘置所に移送されたが、2010年12月、胆管癌と診断されたため医療施設のある宮城刑務所仙台拘置支所医務棟に移送され、2011年1月29日、拘置支所外の一般病院で病死した。
死刑囚Oも2008年10月、福島地裁に再審請求、同年東京拘置所に移送されたが、2014年6月26日未明、誤嚥性肺炎による急性呼吸器不全のため同所で病死した。これにより本事件の死刑確定囚3人は全員死刑を執行されぬまま病死するという結末となった。

### 刑事裁判の判決文
- 最高裁判所第二小法廷判決 2004年（平成16年）6月25日 『最高裁判所裁判集刑事』（集刑）第285号503頁、裁判所ウェブサイト掲載判例、平成10年(あ)第551号、『営利誘拐，監禁，強盗殺人，死体遺棄，みのしろ金目的拐取，拐取者みのしろ金取得被告事件』「死刑の量刑が維持された事例（岩手，福島の営利誘拐，強盗殺人等事件）」。
  - 判決内容：O・S・Kの3被告人・弁護人側の上告棄却（原審の死刑判決支持・確定）
  - 最高裁判所裁判官：北川弘治（裁判長）・福田博・滝井繁男・津野修
  - 検察官：福嶋成二
  - 弁護人
    - 被告人Sの弁護人：松下明夫
    - 被告人Oもしくは被告人Kの弁護人：小川原優之
    - 被告人Oもしくは被告人Kの弁護人：安田好弘・村松敦子

  - 原判決：仙台高等裁判所判決・1998年（平成10年）3月17日